# Route nationale 204a
La route nationale 204A, ou RN 204A, était une route nationale française reliant la Trinité à la Turbie.
À la suite de la réforme de 1972, elle a été déclassée en RD 2204A.
La RD 2204A devient M 2204A car faisant partie de la métropole Nice Côte d'Azur depuis 2012.

## Ancien tracé de la Trinité à la Turbie (D 2204a)
Les communes traversées sont:
- La Trinité
- Laghet
- La Turbie